# Hamburger Bürger-Liste
Die Hamburger Bürger-Liste (Kurzbezeichnung: HHBL) war eine Wählervereinigung in Hamburg. Sie wurde von Mareile Kirsch und Mitgliedern der Volksinitiative „G9-Jetzt-HH“ im November 2014 gegründet und trat zur Bürgerschaftswahl in Hamburg 2015 an. Vorsitzende war Mareile Kirsch, die bereits Vorsitzende der zur Bürgerschaftswahl 2011 angetretenen Wählervereinigung Bürgerliche Mitte war.

## Geschichte
Im Oktober 2014 unterzeichneten knapp 45.000 Hamburger Bürger innerhalb von drei Wochen die Forderung des G9-Volksbegehrens für die Wiedereinführung der 13-jährigen Schulzeit an Gymnasien. Für die Durchführung des Volksbegehrens wären jedoch 63.000 Unterschriften erforderlich gewesen. Motiviert durch diese Unterschriften gründeten die Vertrauensleute der G9-Volksinitiative, Mareile Kirsch, Eva Terhalle-Aries und Ulf Ohms, gemeinsam mit Mitstreitern im November 2014 die Wählergemeinschaft “Hamburger Bürger-Liste”, um an der Wahl zur Hamburgischen Bürgerschaft im Jahr 2015 teilzunehmen. Am 5. Dezember ließ der Landeswahlausschuss nach Vorliegen der formalen Voraussetzungen und am 19. Dezember endgültig die Wählervereinigung zur Bürgerschaftswahl zu und stellte das Vorliegen der Landesliste fest.
Bei der Bürgerschaftswahl erreichte die HHBL 7349 Stimmen (0,2 %), die geringste Stimmenzahl aller angetretenen Landeslisten.
Nach der Wahl trat die Wählervereinigung nicht mehr in Erscheinung.

## Programmatik
Hauptanliegen der Wählervereinigung ist eine bessere Schulpolitik, mit Wahlfreiheit zwischen verschiedenen Angeboten, die die unterschiedlichen Fähigkeiten der Schüler berücksichtigen. Sie fordert bestmögliche Bildungsqualität und bestmögliche Förderung aller an allen Schulformen. Ihr Ziel ist die Wahlfreiheit zwischen G9 und G8 an Gymnasien, zwischen Ganz- und Halbtagsschule und zwischen Förder- und Regelschule.